# Renato Munster
Renato Enrique Münster Gripe (Santiago, 28 de diciembre de 1962) es un actor chileno de cine, teatro y televisión.

## Carrera
Egresó del Liceo de Aplicación para luego estudiar en la Escuela de Teatro de la Facultad de Artes de la Universidad de Chile, con estudios en el Conservatorio Nacional de Música como intérprete en flauta gruesa; ha trabajado en teatro y televisión en Chile y el extranjero y también como productor artístico en teatro, música y danza.

## Filmografía
| Año  | Título                 | Papel                    | Ref.         |
| ---- | ---------------------- | ------------------------ | ------------ |
| 1987 | La invitación          | Jacinto                  |              |
| 1988 | Las dos caras del amor | Arturo                   | ¿? episodios |
| 1989 | A la sombra del ángel  | Juan Pablo Möller        |              |
| 1990 | El milagro de vivir    | Miguel Ángel Sandoval    |              |
| 1991 | Volver a empezar       | Hugo Hinojosa            |              |
| 1992 | El palo al gato        | Eduardo                  |              |
| 1993 | Ámame                  | Marco Miretti            |              |
| 1994 | Rompecorazón           | Juan Antonio Miranda     |              |
| 1994 | Rojo y miel            | Mauro Rossi              | ¿? episodios |
| 1995 | Juegos de fuego        | Ignacio Ugarte           |              |
| 1996 | Loca piel              | Emilio Duval             |              |
| 1997 | Rossabella             | Agustín                  |              |
| 1997 | Santiago city          | Mauricio Garcés          |              |
| 1998 | A todo dar             | José Miguel Correa       |              |
| 1998 | Travesuras del corazón | Gonzalo Aguirre          |              |
| 1999 | Algo está cambiando    | Tomás Zúñiga             |              |
| 2000 | Santo ladrón           | Marcos                   | ¿? episodios |
| 2002 | Buen partido           | Rafael Montes            |              |
| 2003 | Machos                 | Pedro Pablo Estévez      |              |
| 2007 | Papi Ricky             | Flavio                   | ¿? episodios |
| 2007 | Amor por accidente     | Joaquín Infante          | 3 episodios  |
| 2010 | Primera dama           | José Astudillo           |              |
| 2011 | Maldita                | Jean Claude Piquet       |              |
| 2017 | Verdades ocultas       | José Soto                |              |
| 2019 | Amor a la Catalán      | Walter Ruiz              |              |
| 2023 | Como la vida misma     | Juan Cristóbal Sotomayor | 25 episodios |

| Año        | Título                  | Papel                  | Ref.                               |
| ---------- | ----------------------- | ---------------------- | ---------------------------------- |
| 1989       | Teresa de los Andes     | Joaquín Salinas        |                                    |
| 1997       | Las historias de Sussi  | Marcelo Gutiérrez      | Episodio: En el correo del amor    |
| 2000-2001  | La otra cara del espejo | Álvaro Peñafiel        | 6 episodios                        |
| 2003       | La vida es una lotería  | Pedro                  | Episodio: El sueño de los Zambrano |
| 2004; 2005 | El cuento del tío       | Horacio                | Episodio: El perro del hortelano   |
| 2004       | Don Floro               | Guido Zacarelli        |                                    |
| 2004       | Xfea2                   | Germán Carranza        |                                    |
| 2005       | Es cool                 | Pedro Pablo Valdivieso |                                    |
| 2007       | Héroes                  | José Evaristo Uriburu  | Episodio: Balmaceda                |
| 2007; 2010 | Karkú                   | Arturo Valdés          |                                    |

#### Programas de televisión
- Festival Internacional de la Canción de Viña del Mar (Mega, 1999) - Jurado
- Todo es baile (Canal 13, 2001-2002) - Animador
- La mañana del 13 (Canal 13, 2002) - Animador
- Teatro en Chilevisión (Chilevisión, 2004) - Invitado
- Expedición Robinson, la isla VIP (Canal 13, 2006) - Participante
- Cuánto vale el show VIP (Chilevisión, 2007) - Participante
- Teatro en Chilevisión (2011-2014) - varios
- Más vale tarde (Mega, 2015) - Invitado

## Teatro
- Feliz día mamá. Con Fernando Kliche
- Convergüenzas. Compañía Gran Elenco
- El empleado del mes. Compañía Gran Elenco
- Coléricos. Compañía Gran Elenco
- Pareja abierta
- Biografía no autorizada de Chile. Compañía Gran Elenco
- Chile Picante. Compañía Gran Elenco
- The Winners. Compañía Gran Elenco
- La sexualidad secreta de los hombres
- 5hombres.com
- Sinvergüenzas
- El burgués gentilhombre. Teatro Universidad Católica de Chile
- Naranjas
- El hombre de La Mancha. Con José María Langlois y Fernando Gallardo
- Los cuentos del Decamerón. Con Alejandro Sieveking y Bélgica Castro
- Chiloé cielos cubiertos
- Ingenuas palomas. Con Alejandro Sieveking y Bélgica Castro
- La remolienda. Con Alejandro Sieveking y Bélgica Castro
- Bodas de sangre. Con Alejandro Sieveking y Bélgica Castro
- Carrascal 4.000. Con Fernando Gallardo
- Los matarifes